# Hilaria Emilia Główczyńska
Emilia Główczyńska, w zakonie: siostra Maria Hilaria od Imienia Jezus (ur. 8 maja 1888 w Świerszczowie, zm. 17 września 1939 w Warszawie) – siostra zakonna ze Zgromadzenia Małych Sióstr Niepokalanego Serca Maryi (honoratki), męczennica, Służebnica Boża.

## Życiorys
Córka Józefy i Szczepana Główczyńskich. Dzieciństwo spędziła na Polesiu Lubelskim, gdzie ukończyła szkołę elementarną (4 klasy). Następnie wyjechała do Częstochowy i podjęła pracę w fabryce jako szwaczka. Tam poznała siostry ze Zgromadzenia Małych Sióstr Niepokalanego Serca Maryi, do którego wstąpiła 6 stycznia 1912. Do nowicjatu została przyjęta 14 stycznia 1914 w Nowym Mieście nad Pilicą i otrzymała imię zakonne: Maria Hilaria od Imienia Jezus.
Kiedy działania I wojny światowej ogarnęły miasto, siostra Hilaria jako jedyna nie opuściła domu i gotowała posiłki dla zakonnic, ukrytych w katakumbach klasztoru OO. Kapucynów. Zawierucha wojenna zmusiła siostry do tułaczki. Matka Założycielka, Aniela Róża Godecka, wraz z nowicjatem wyruszyła 14 maja 1915 na wschód: najpierw do łotewskiego Dyneburga, a następnie do Wilna. Tam 1 maja 1916 siostra Hilaria złożyła I profesję zakonną. Po ślubach pracowała w kuchni dla biednych w Wilnie.
W 1918 powróciła do Polski. W kwietniu 1920 podjęła pracę pielęgniarki w Szpitalu Zakaźnym w Częstochowie. Zwolniona w listopadzie 1924, służyła następnie siostrom w infirmerii zakonnej domu generalnego przy ul. Klasztornej 19. Ponadto w latach 1926-1930 zastępowała siostry-pielęgniarki w Szpitalu Zakaźnym lub Zapasowym w Częstochowie. Była bardzo oddana chorym, co zjednywało jej wielką życzliwość pacjentów. W 1931 została ostatecznie zwolniona z pracy w szpitalu i skierowana do posługi w infirmerii w domu generalnym. Ponadto wyjeżdżała m.in. do Piasków k. Czeladzi, Lublina i Ciechocinka, żeby opiekować się chorymi siostrami w innych domach zgromadzenia.
5 listopada 1924 w Częstochowie złożyła śluby wieczyste. W sierpniu 1932 powróciła do Nowego Miasta i pracowała w infirmerii jako pielęgniarka. W lutym 1933 przeniesiono ją do Warszawy na ulicę Piwną 43, gdzie została administratorką domu i internatu dla dziewcząt, prowadzonego przez siostry zakonne. Służyła również swoją wiedzą medyczną.
W Warszawie zastał ją wybuch II wojny światowej. 17 września 1939 Niemcy zamknęli pierścień oblężenia wokół Starego Miasta. Ostrzał artyleryjski trwał cały dzień. Siostry poszły do kościoła jezuitów na ul. Świętojańskiej, pragnąc uczestniczyć w nabożeństwie. Dotarły do domu wieczorem, natomiast siostra Hilaria – jako komendantka domu – pozostała przy ulicy Piwnej i w przerwie między salwami pobiegła ratować Najświętszy Sakrament w domowej kaplicy. Będąc przy tabernakulum została ciężko ranna trafiona odłamkiem pocisku. Konającą zabrano do punktu sanitarnego i po śmierci pochowano prawdopodobnie w którejś ze zbiorowych mogił, nigdzie bowiem nie odnaleziono jej ciała.

## Proces beatyfikacyjny
Jest jedną z 122 Sług Bożych, wobec których 17 września 2003 rozpoczął się proces beatyfikacyjny drugiej grupy męczenników z okresu II wojny światowej.